# Сёмин, Пётр Матвеевич
Пётр Матвеевич Сёмин (1919, Тульская губерния — 1987) — механик-сборщик Московского завода электромеханической аппаратуры Министерства общего машиностроения.

## Биография
Родился в 1919 году в деревне Артищево Тульской области. В 1923 году вместе с родителями переехал в Москву, учился в школе. В 1937 году окончил ФЗУ им. Орджоникидзе.
По распределению работал на различных предприятиях города Москвы. В армию не призывался, так как имел бронь как специалист высокого класса. В боях Великой Отечественной войны не участвовал. В 1941 году вступил в ВКП/КПСС.
С 1945 года работал механиком-сборщиком на заводе № 706 (с 1965 года — Московский завод электромеханической аппаратуры. Основной задачей завода было производство навигационных приборов и систем управления стрельбой для кораблей Военно-морского флота, позднее — выпуску командных гироскопических приборов для ракетной техники, систем управления первых отечественных ракет-носителей Р-1, Р-2, Р-5 и Р-12.
Обладая высоким профессиональным мастерством, П. М. Сёмин внес ряд рационализаторских предложений, значительно повышающих производительность труда и качество выпускаемой предприятием продукции. Целый ряд его изобретений давали заводу большую экономическую выгоду. В 1968 году бригада рабочих, в состав которой входил и механик Сёмин, в короткий срок изготовила особый механизм, состоящий из деталей высокой прочности. Изготовленные при участии Сёмина механизмы использовались, в частности, в автоматической межпланетной станции «Луна-16», совершившей успешный полет в сентябре 1970 года и доставившей на землю лунный грунт.
Указом Президиума Верховного Совета СССР от 9 ноября 1970 года с грифом «не подлежит опубликованию» Сёмину Петру Матвеевичу было присвоено звание Героя Социалистического Труда с вручением ордена Ленина и золотой медали «Серп и Молот» «за выдающиеся заслуги в выполнении специального задания Правительства СССР».
Проработал на заводе больше 40 лет, до выхода на пенсию.
Награждён орденами Ленина, Трудового Красного Знамени, «Знак Почета», медалями.
Жил в городе Москва, в Первомайском районе. Скончался в 1987 году, после тяжелой и продолжительной болезни. Похоронен на Даниловском кладбище.